# Conseil supérieur de la mutualité
 (juillet 2021).
Si vous disposez d'ouvrages ou d'articles de référence ou si vous connaissez des sites web de qualité traitant du thème abordé ici, merci de compléter l'article en donnant les références utiles à sa vérifiabilité et en les liant à la section « Notes et références ».
Le Conseil supérieur de la mutualité ou CSM est un organisme consultatif français chargé de rédiger des avis sur les dispositions législatives ou réglementaires concernant le fonctionnement des mutuelles. 
Le Conseil supérieur de la mutualité est placé sous la tutelle du Ministre chargé de la mutualité qui peut le saisir pour toute question relative à son domaine. 
Le CSM rend compte de ses activités annuellement par l'établissement d'un rapport adressé au Président de la République, au Premier ministre ainsi qu’au Parlement.
La question de la suppression du CSM est débattues depuis l'annonce du Comité interministériel de la transformation publique en novembre 2019. 